# Wyznania gwiazdki z Hollywood
Wyznania gwiazdki z Hollywood (ang. True Confessions of a Hollywood Starlet) – amerykański film obyczajowy z 2008 roku w reżyserii Tima Mathesona.

## Opis fabuły
Siedemnastoletnia Morgan Carter (Joanna Levesque) robi karierę w Hollywood. Oszołomiona sławą dziewczyna coraz częściej sięga po używki i staje się bohaterką tabloidów. Matka wysyła ją do mieszkającej na prowincji ciotki Trudy (Valerie Betinelli), która ma poskromić krnąbrną Morgan.

## Obsada
- Joanna Levesque jako Morgan Carter
- Ian Nelson jako Eli Walsh
- Justin Louis jako Sam
- Lynda Boyd jako Bianca
- Shenae Grimes jako Marissa Dahl
- Jennifer Miller jako Bully
- Melanie Leishman jako Emily
- Leah Cudmore jako Debbie
- Valerie Bertinelli jako ciotka Trudy
- Jonathan Potts jako dyrektor Bowman

i inni